# Campionat del món d'handbol masculí de 2013
El Campionat del món d'handbol masculí de 2013 fou la 23a edició d'aquest campionat, un torneig internacional d'handbol que tingué lloc a Espanya entre l'11 i el 27 de gener de 2013, sota l'organització de la Federació Internacional d'Handbol (IHF) i la Reial Federació Espanyola d'Handbol (RFEBM). Va ser la primera vegada que Espanya va realitzar aquest esdeveniment, esdevenint el tretzè país en acollir-lo. Noruega va ser l'altra candidata a acollir el campionat.
Un total de vint-i-quatre seleccions de cinc confederacions continentals van competir pel títol de campió mundial, l'anterior portador era la selecció de França, campiona de les dues últimes edicions: Croàcia 2009 i Suècia 2011.
Aquest Mundial va presentar un format de competició diferent al de les últimes edicions: es va suprimir la segona ronda de classificació prèvia a la fase final. En substitució es va jugar una única primera fase amb quatre grups de sis equips. Els primers quatre de cada grup es van classificar per als vuitens de final i els dos restants per l'anomenada Copa President, en la qual es van definir els llocs del dissetè al vint-i-quatrè. Els vencedors dels vuitens de final van disputar els quarts, els guanyadors d'aquests van passar a les semifinals i, finalment, els dos guanyadors d'aquestes varen competir a la final pel títol.
L'equip d'Espanya va conquerir el seu segon títol mundial, després de l'obtingut a Tunísia 2005, en derrotar a la final a la selecció danesa per un contundent 35-19. En el partit pel tercer lloc el combinat de Croàcia va vèncer el d'Eslovènia, aconseguint així els croats la medalla de bronze i els eslovens la seva primera semifinal mundialista i el millor resultat de la seva història en handbol.

## Elecció
El 2 d'octubre de 2010, a la localitat bavaresa de Herzogenaurach, la IHF va concedir l'organització del Mundial a Espanya. La candidatura espanyola va ser l'única present al final del procés de selecció, ja que, per motius diferents, les federacions de Dinamarca, Corea del Sud i Noruega havien retirat la seva candidatura anteriorment.
El contracte d'organització del campionat es va signar el 7 de desembre pel presidente de la IHF, Hassan Moustafa, i el president de la RFEBM, Juan de Dios Román, en companyia del president del Consejo Superior de Deportes, Jaime Lissavetzky.

## Seus
| Barcelona                     | Madrid                                  | Saragossa                        |
| ----------------------------- | --------------------------------------- | -------------------------------- |
| Palau Sant Jordi              | Madrid Arena                            | Pabellón Príncipe Felipe         |
| Capacitat: 16.500             | Capacitat: 9.894                        | Capacitat: 11.000                |
| Palau Sant Jordi              | Madrid Arena                            | Pabellón Príncipe Felipe         |
| Granollers                    | Sevilla                                 | Guadalajara                      |
| Palau d'Esports de Granollers | Palacio Municipal de Deportes San Pablo | Palacio Multiusos de Guadalajara |
| Capacitat: 5.685              | Capacitat: 9.500                        | Capacitat: 5.479                 |
| Palau d'Esports de Granollers | Palacio Municipal de Deportes San Pablo |                                  |